# 532. pehotni polk (Wehrmacht)
Za druge 532. polke glejte 532. polk.
532. pehotni polk (izvirno nemško Infanterie-Regiment 532) je bil eden izmed pehotnih polkov v sestavi redne nemške kopenske vojske med drugo svetovno vojno.

## Zgodovina
Polk je bil ustanovljen 27. januarja 1940 kot polk 18. vala kot Rheingold polk WK II v Stablacku; polk je bil dodeljen 383. pehotni diviziji. 
15. oktobra 1942 je bil polk preimenovan v 532. grenadirski polk.